# Mont Fleuri

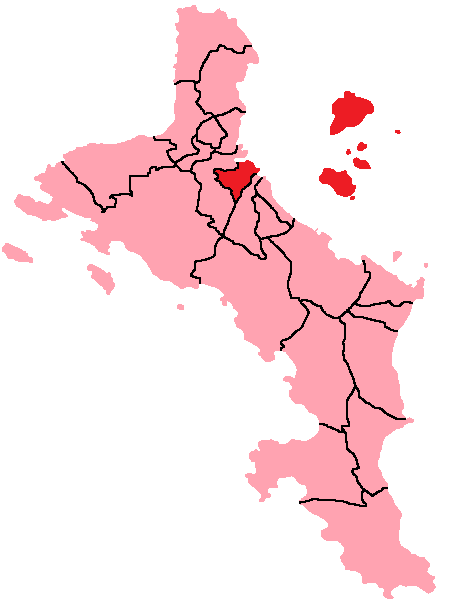
Distriktets läge.

Distriktet Mont Fleuri är ett av Seychellernas 26  distrikt. I distriktet ligger Sainte Anne Marine National Park.

## Geografi
Distriktet har en yta på cirka 1,5 km² med cirka 3 600 invånare. Befolkningstätheten är 2 400 invånare / km².
Mont Fleuri ligger i regionen Storvictoria (Greater Victoria).

## Förvaltning
Distriktet förvaltas av en district administrator och ISO 3166-2koden är "SC-18". Huvudorten är Mont Fleuri.
Sedan 1994 lyder varje distrikt under "Local Government" som är en enhet av departementet Ministry of Local Government, Youth and Sport. Distriktens roll är att främja tillgång av offentliga tjänster på lokal nivå.
Distriktets valspråk är: "Surmount and florish" (Sträva mot utveckling).